# Чемпіонат Польщі з хокею 1996—1997
Чемпіонат Польщі з хокею 1997 — 62-ий чемпіонат Польщі з хокею, чемпіоном став клуб Подгале (Новий Тарг).

## Фінальний раунд
| М  | Команда              | І  | В  | Н | П  | Ш       | О  |
| -- | -------------------- | -- | -- | - | -- | ------- | -- |
| 1. | Подгале (Новий Тарг) | 40 | 31 | 0 | 9  | 215:99  | 62 |
| 2. | ГКС Катовіце         | 40 | 28 | 2 | 10 | 168:120 | 58 |
| 3. | Унія (Освенцім)      | 40 | 26 | 1 | 13 | 186:105 | 53 |
| 4. | КХ Сянок             | 40 | 15 | 1 | 24 | 103:83  | 31 |
| 5. | ТТХ Торунь           | 40 | 11 | 3 | 26 | 99:193  | 25 |
| 6. | Напшуд Янув          | 40 | 5  | 1 | 34 | 99:218  | 11 |

Скорочення: М = підсумкове місце, І = ігри, В = перемоги, Н = нічиї, П = поразки, Ш = закинуті та пропущені шайби, О = набрані очки

## Кваліфікація
| М   | Команда               | І  | В  | Н | П  | Ш      | О  |
| --- | --------------------- | -- | -- | - | -- | ------ | -- |
| 7.  | Сточньовець (Гданськ) | 24 | 20 | 1 | 3  | 147:73 | 41 |
| 8.  | Краковія Краків       | 24 | 19 | 1 | 4  | 132:60 | 39 |
| 9.  | Полонія Битом         | 24 | 16 | 0 | 8  | 110:80 | 32 |
| 10. | ГКС Тихи              | 24 | 8  | 1 | 15 | 91:161 | 17 |
| 11. | БТХ «Бидгощ»          | 24 | 8  | 0 | 16 | 79:99  | 16 |
| 12. | КТХ Криниця           | 24 | 7  | 1 | 16 | 92:111 | 15 |
| 13. | Сосновець             | 24 | 3  | 2 | 19 | 78:145 | 8  |

Скорочення: М = підсумкове місце, І = ігри, В = перемоги, Н = нічиї, П = поразки, Ш = закинуті та пропущені шайби, О = набрані очки

## Плей-оф

### Чвертьфінали
- КХ Сянок — ТТХ Торунь 2:1 (10:4, 5:7, 4:2)
- Унія (Освенцім) — Напшуд Янув 2:0 (2:1, 5:3)
- ГКС Катовіце — Сточньовець (Гданськ) 2:1 (9:2, 0:3, 5:2)
- Подгале (Новий Тарг) — Краковія Краків 2:1 (4:1, 2:4, 4:3)

### Матч за 11 місце
- КТХ Криниця — ГКС Тихи 2:0 (6:5, 6:5)

### Матч за 9 місце
- БТХ «Бидгощ» — Полонія Битом 2:0 (6:4, 5:3)

### Матч за 7 місце
- Сточньовець (Гданськ) — ТТХ Торунь 5:2

### Матч за 5 місце
- Краковія Краків — Напшуд Янув 4:0

### Півфінали
- Подгале (Новий Тарг) — КХ Сянок 3:2 (4:3, 3:4, 3:5, 5:1, 7:2)
- ГКС Катовіце — Унія (Освенцім) 1:3 (1:2, 4:2, 3:5, 1:7)

### Матч за 3 місце
- ГКС Катовіце — КХ Сянок 3:1 (5:1, 2:4, 2:1, 3:0)

### Фінал
- Подгале (Новий Тарг) — Унія (Освенцім) 4:2 (3:2, 2:4, 1:3, 5:3, 3:1, 1:0)